# Chiesa di San Giuseppe da Copertino
La chiesa di San Giuseppe da Copertino è una chiesa di Roma, nel quartiere Cecchignola, in via dei Genieri, al civico 12.

## Storia
La chiesa fu costruita tra il 1951 ed il 1956 ed inizialmente divenne sede della parrocchia di San Marco Evangelista in Agro Laurentino. Quando il quartiere Giuliano-Dalmata crebbe ed aumentò la sua popolazione, fu edificata una nuova chiesa (1972) che divenne nuova sede della parrocchia di San Marco Evangelista.
La "vecchia" chiesa venne eretta a sede di una nuova parrocchia e fu dedicata al santo francescano Giuseppe da Copertino il 1º ottobre 1979 con il decreto del cardinale vicario Ugo Poletti. La parrocchia venne affidata inizialmente ai frati minori conventuali e nel 2001 passò al clero della diocesi di Roma.
Il 19 gennaio 2014, in occasione della terza visita dell'effige del Santo Bambinello dell'Aracoeli, viene stipulato un gemellaggio spirituale tra la parrocchia e la Basilica di Santa Maria in Aracoeli.
Papa Francesco durante il concistoro del 14 febbraio 2015 creò l'omonimo titolo cardinalizio. Tale titolo fu assegnato al cardinale José Luis Lacunza Maestrojuán.